# Liste des ROH World Champions

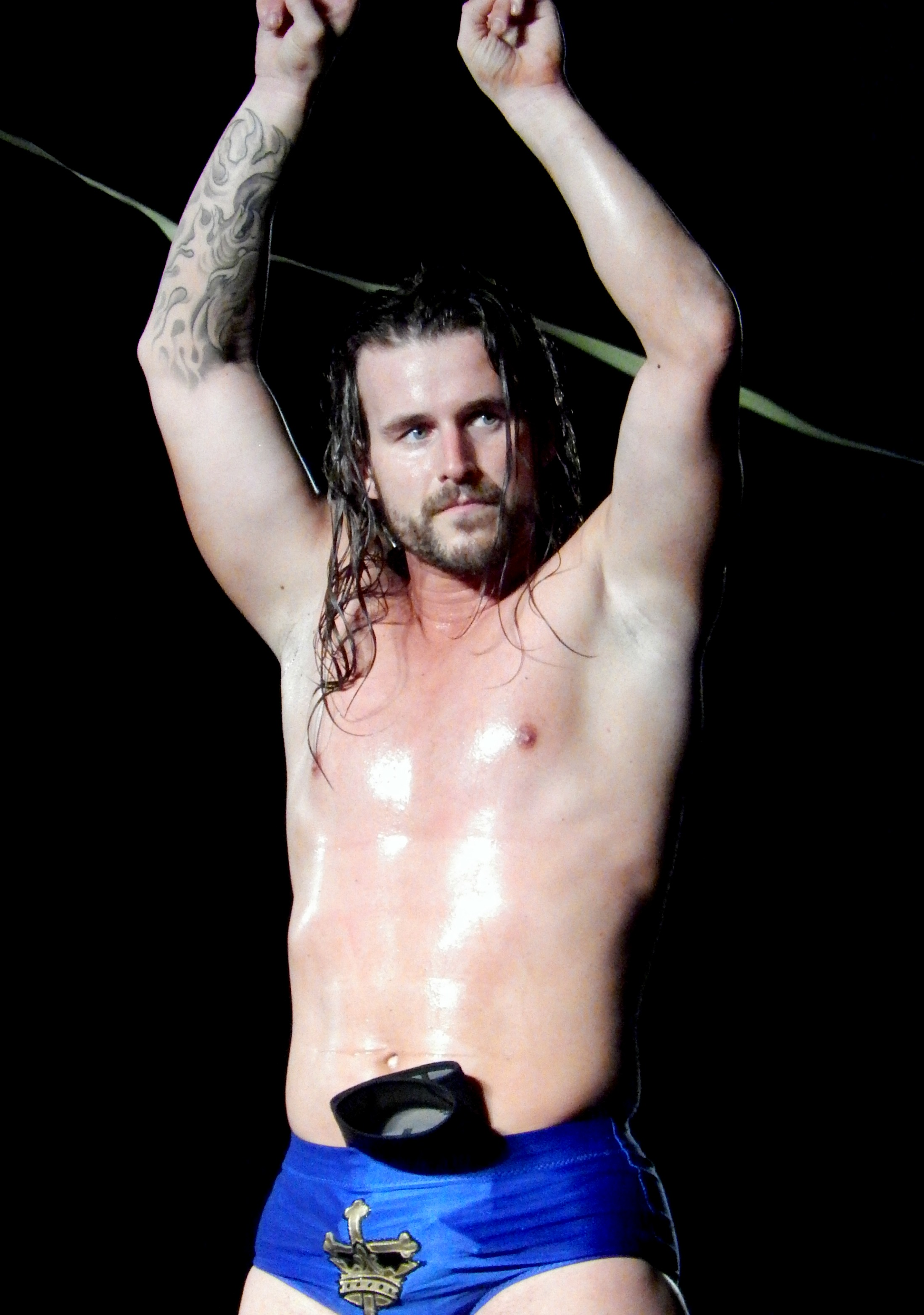
Adam Cole, trois fois ROH World Champion

Cet article présente une liste des catcheurs ayant remporté le ROH World Championship, titre de catch de la Ring of Honor.
Il correspond au titre majeur de la fédération. Ce titre, auparavant nommé ROH Championship, est apparu pour la première fois en 2002 lors de Crowning a Champion et fut remporté par Low-Ki. Le titre fut ensuite renommé ROH World Championship durant le règne de Samoa Joe, qui fut le plus long règne pour ce titre. Le champion actuel est Eddie Kingston qui est dans son premier règne. Jay Lethal à le plus grand nombre de jours de règne combinées avec 707 jours.
Le titre connait actuellement 36 règnes, pour un total de 31 champions officiels. Le titre a également été vacant à deux reprises.

## Historique des règnes
| #   | Champion            | Nombre de règnes | Date              | Durée (en jours) | Lieu                        | Évènement                        | Notes | Réf    |
| --- | ------------------- | ---------------- | ----------------- | ---------------- | --------------------------- | -------------------------------- | --- | ------ |
| 1   | Low Ki              | 1                | 27 juillet 2002   | 56               | Philadelphie                | Crowning a Champion              | Bat Christopher Daniels, Spanky, et Doug Williams dans un Fatal Four Way 60 minute Iron Man match pour devenir le premier champion.                                                                              | [ 2 ]  |
| 2   | Xavier              | 1                | 21 septembre 2002 | 182              | Philadelphie                | Unscripted                       | |        |
| 3   | Samoa Joe           | 1                | 22 mars 2003      | 645              | Philadelphie                | Night of Champions               | Après la victoire de Samoa Joe contre The Zebra Kid le 17 mai 2003, à Londres, le ROH Championship est renommé ROH World Championship.                                                                           | [ 3 ]  |
| 4   | Austin Aries        | 1                | 26 décembre 2004  | 174              | Philadelphie                | Final Battle 2004                | |        |
| 5   | CM Punk             | 1                | 18 juin 2005      | 55               | Morristown                  | Death Before Dishonor III        | |        |
| 6   | James Gibson        | 1                | 12 août 2005      | 36               | Dayton                      | Redemption                       | Dans un Fatal Four Way match qui incluait également Christopher Daniels et Samoa Joe. |        |
| 7   | Bryan Danielson     | 1                | 17 septembre 2005 | 462              | Lake Grove                  | Glory by Honor IV                | Unifie le titre avec le ROH Pure Championship le 12 août 2006 en battant Nigel McGuinness à Liverpool, en Angleterre.                                                                                            | ,      |
| 8   | Homicide            | 1                | 23 décembre 2006  | 56               | Manhattan, New York         | Final Battle 2006                | |        |
| 9   | Takeshi Morishima   | 1                | 17 février 2007   | 231              | Philadelphie                | Fifth Year Festival: Philly      | |        |
| 10  | Nigel McGuinness    | 1                | 6 octobre 2007    | 545              | Edisson                     | Undeniable                       | |        |
| 11  | Jerry Lynn          | 1                | 3 avril 2009      | 71               | Houston                     | Supercard of Honor IV            | |        |
| 12  | Austin Aries        | 2                | 13 juin 2009      | 245              | Manhattan                   | Manhattan Mayhem III             | Dans un Three Way Elimination match qui incluait également Tyler Black. | [ 6 ]  |
| 13  | Tyler Black         | 1                | 13 février 2010   | 210              | Manhattan                   | 8th Anniversary Show             | |        |
| 14  | Roderick Strong     | 1                | 11 septembre 2010 | 189              | Manhattan                   | Glory by Honor IX                | Dans un match sans disqualification. Terry Funk était l'arbitre spécial du match. | ,      |
| 15  | Eddie Edwards       | 1                | 19 mars 2011      | 99               | Manhattan                   | Manhattan Mayhem IV              | |        |
| 16  | Davey Richards      | 1                | 26 juin 2011      | 321              | Manhattan                   | Best in the World 2011           | |        |
| 17  | Kevin Steen         | 1                | 12 mai 2012       | 328              | Toronto                     | Border Wars 2012                 | |        |
| 18. | Jay Briscoe         | 1                | 4 avril 2013      | 89               | Manhattan                   | Supercard of Honor VII           | |        |
| _   | Vacant              | 1                | 3 juillet 2013    | _                | _                           | _                                | Le titre devient vacant après la blessure de Jay Briscoe. | _      |
| 19. | Adam Cole           | 1                | 20 septembre 2013 | 275              | Philadelphie                | Death Before Dishonor XI         | A battu Tommaso Ciampa en demi-finale, puis Michael Elgin en finale du tournoi pour le titre mondial lors de la même soirée.                                                                                     | [ 9 ]  |
| 20. | Michael Elgin       | 1                | 22 juin 2014      | 76               | Nashville                   | Best in the World 2014           | | [ 10 ] |
| 21. | Jay Briscoe         | 2                | 6 septembre 2014  | 286              | Toronto                     | All Star Extravaganza VI         | | [ 11 ] |
| 22. | Jay Lethal          | 1                | 19 juin 2015      | 427              | Manhattan                   | Best in the World 2015           | A battu Jay Briscoe dans un Title vs. Title match, où le ROH World Television Championship était également en jeu.                                                                                               |        |
| 23. | Adam Cole           | 2                | 19 août 2016      | 105              | Las Vegas                   | Death Before Dishonor XIV        | |        |
| 24. | Kyle O'Reilly       | 1                | 2 décembre 2016   | 33               | New York                    | Final Battle 2016                | |        |
| 25. | Adam Cole           | 3                | 4 janvier 2017    | 65               | Tokyo, Japon                | Wrestle Kingdom 11 in Tokyo Dome | Premier catcheur à devenir 3 fois ROH World Champion. Premier changement de titre en dehors du continent américain.                                                                                              |        |
| 26. | Christopher Daniels | 1                | 10 mars 2017      | 105              | Las Vegas, Nevada           | 15th Anniversary Show            | | .      |
| 27. | Cody                | 1                | 23 juin 2017      | 175              | Lowell, Massachusetts       | Best in the World 2017           | | .      |
| 28. | Dalton Castle       | 1                | 15 décembre 2017  | 197              | New York                    | Final Battle 2017                | | .      |
| 29. | Jay Lethal          | 2                | 30 juin 2018      | 280              | Fairfax, Virginie           | ROH Fairfax                      | C'était un Four Way match incluant aussi Matt Taven et Cody. Diffusé le 23 juillet. |        |
| 30. | Matt Taven          | 1                | 6 avril 2019      | 174              | New York                    | G1 Supercard                     | C'était un Three Way ladder match incluant aussi Marty Scurll. | .      |
| 31. | Rush                | 1                | 27 septembre 2019 | 77               | Las Vegas, Nevada           | Death Before Dishonor XVII       | | .      |
| 32  | PCO                 | 1                | 13 décembre 2019  | 78               | Baltimore (Maryland)        | Final Battle (2019)              | En battant Rush, il remporte le titre pour la première fois de sa carrière. | [ 17 ] |
| 31  | Rush                | 2                | 29 février 2020   | 498              | St. Charles (Missouri)      | Gateway to Honor (2020)          | En prenant sa revanche sur PCO, il devient le 4e catcheur à gagner deux fois la ceinture. | [ 18 ] |
| 32  | Bandido             | 1                | 11 juillet 2021   | 152              | Baltimore (Maryland)        | Best in the World (2021)         | En battant Rush, il remporte le titre pour la première fois de sa carrière. | ,      |
| —   | Vacant              | 2                | 10 décembre 2021  | 1                | —                           | —                                | En raison du fait qu'il soit testé positif au Covid-19, Bandido est contraint d'abandonner la ceinture. | [ 21 ] |
| 33  | Jonathan Gresham    | 1                | 11 décembre 2021  | 224              | Baltimore (Maryland)        | Final Battle (2021)              | En battant Jay Lethal, il remporte le titre pour la première fois de sa carrière. | [ 22 ] |
| 34  | Claudio Castagnoli  | 1                | 23 juillet 2022   | 60               | Lowell (Massachusetts)      | Death Before Dishonor (2022)     | En battant Jonathan Gresham, il remporte le titre pour la premièe fois de sa carrière et son second titre personnel.                                                                                             | [ 23 ] |
| 35  | Chris Jericho       | 1                | 21 septembre 2022 | 80               | Queens (New York)           | Dynamite: Grand Slam             | En battant Claudio Castagnoli de manière controversée, il remporte le titre pour la première fois de sa carrière.                                                                                                | [ 24 ] |
| 36  | Claudio Castagnoli  | 2                | 10 décembre 2022  | 284              | Arlington (Texas)           | Final Battle (2022)              | En prenant sa revanche sur Chris Jericho, il devient le 5e catcheur à gagner deux fois la ceinture. | [ 25 ] |
| 37  | Eddie Kingston      | 1                | 20 septembre 2023 | 198              | Queens (New York)           | Dynamite: Grand Slam             | En battant Claudio Castagnoli dans un Winner Takes All match, en plus de conserver son titre Openweight de la NJPW Strong, il remporte le titre pour la première fois de sa carrière et devient double champion. | [ 26 ] |
| 38  | Mark Briscoe        | 1                | 5 avril 2024      | 201              | Philadelphie (Pennsylvanie) | Supercard of Honor (2024)        | En battant Eddie Kingston, il remporte le titre pour la première fois de sa carrière et son premier titre solo.                                                                                                  | [ 27 ] |
| 39  | Chris Jericho       | 2                | 23 octobre 2024   | 183              | Salt Lake City (Utah)       | Dynamite                         | En prenant sa revanche sur Mark Briscoe dans un Ladder War match après avoir perdu contre ce dernier à WrestleDream, il devient le 6e catcheur à gagner deux fois la ceinture.                                   | [ 28 ] |

## Règnes combinés
| Signe | Notes                                                             |
| ----- | ----------------------------------------------------------------- |
|       | Actuellement sous contrat à la Ring of Honor en tant que lutteur. |

Au 24 avril 2025
| Rang | Catcheur            | Règnes | Défenses | Jours |
| ---- | ------------------- | ------ | -------- | ----- |
| 1.   | Jay Lethal          | 2      | 38       | 707   |
| 2.   | Samoa Joe           | 1      | 29       | 645   |
| 3.   | Rush                | 2      | 7        | 575   |
| 4.   | Nigel McGuinness    | 1      | 38       | 545   |
| 5.   | Bryan Danielson     | 1      | 38       | 462   |
| 6.   | Adam Cole           | 3      | 22       | 445   |
| 7.   | Austin Aries        | 2      | 29       | 419   |
| 8.   | Jay Briscoe †       | 2      | 19       | 375   |
| 9.   | Kevin Steen         | 1      | 20       | 328   |
| 10.  | Davey Richards      | 1      | 10       | 321   |
| 11.  | Claudio Castagnoli  | 2      | 14       | 284   |
| 12.  | Takeshi Morishima   | 1      | 20       | 231   |
| 13.  | Jonathan Gresham    | 1      | 18       | 224   |
| 14.  | Tyler Black         | 1      | 7        | 210   |
| 15.  | Dalton Castle       | 1      | 7        | 197   |
| 16.  | Roderick Strong     | 1      | 5        | 189   |
| 17.  | Xavier              | 1      | 4        | 182   |
| 18.  | Cody                | 1      | 16       | 175   |
| 19.  | Matt Taven          | 1      | 11       | 174   |
| 20.  | Bandido             | 1      | 4        | 152   |
| 21.  | Christopher Daniels | 1      | 8        | 105   |
| 22.  | Eddie Edwards       | 1      | 3        | 99    |
| 23.  | Chris Jericho       | 1      | 0        | 80    |
| 24.  | PCO                 | 1      | 3        | 78    |
| 25.  | Michael Elgin       | 1      | 7        | 76    |
| 26.  | Jerry Lynn          | 1      | 6        | 71    |
| 27.  | Low Ki              | 1      | 3        | 56    |
| 28.  | Homicide            | 1      | 1        | 56    |
| 29.  | CM Punk             | 1      | 4        | 55    |
| 30.  | James Gibson        | 1      | 4        | 36    |
| 31.  | Kyle O'Reilly       | 1      | 0        | 33    |
| 32.  | Eddie Kingston      | 1      | 0        | 582+  |